# Benjamin Anderson
Benjamin Anderson, född 1 maj 1886 i Columbia, Missouri, död 19 januari 1949 i Los Angeles, Kalifornien, var en amerikansk nationalekonom och bankman. 

## Biografi
Efter att tidigare varit universitetslärare blev Anderson 1920 rådgivare hos Chase Manhattan Bank.
I hans mest bekanta teoretiska arbete, boken Social value (1911), hävdar han ett absolut socialt värdebegrepp som den riktiga basen för den socialvetenskapliga teorin i stället för det relativa värdebegreppet, som i huvudsak är en måttstock för de ekonomiska bytesrelationerna.
Anderson behandlade i huvudsak penningteoretiska spörsmål, bland annat i sitt 1917 utgivna arbete The value of money.